# Roupala elegans
Roupala elegans är en tvåhjärtbladig växtart som beskrevs av Johann Baptist Emanuel Pohl. Roupala elegans ingår i släktet Roupala och familjen Proteaceae. Inga underarter finns listade i Catalogue of Life.